# Jalalo Ramos
Jalalo Ramos es una localidad caboverdiana del municipio de São Salvador do Mundo.

## Geografía
La localidad está situada en la isla Santiago.

## Organización territorial
La localidad abarca los lugares y barrios de:
- Chã de Tâmara
- Cruz
- Cutelo Carvalho
- Cutelo da Veiga
- Cutelo Grande
- Rubera
- Rubon Fundo
- Tras di Cutelo